# 杨逢彬
杨逢彬（1956年7月—），中国古汉语学家、古文字学家。曾任武汉大学文学院教授，现为上海大学中文系教授，兼任武汉大学中国传统文化研究中心研究员、南开大学中国文字研究中心兼职教授。是杨树达嫡孙，杨伯峻堂侄。

## 著作
- 杨树达所藏书札，杨逢彬整理，《积微居友朋书札》，湖南教育出版社，1986
- 《殷墟甲骨刻辞词类研究》，花城出版社，2003
- 《征实捣虚学步编》，湖北人民出版社，2005-06
- 《沧海一粟：汉语史窥管集》，复旦大学出版社，2007-12
- 杨伯峻、杨逢彬注译，《孟子译注》，岳麓书社，2009年11月1日
- 《论语新注新译》，北京大学出版社，2016
- 《论语译注评》，崇文书局，2016
- 《杨树达先生之后的杨家》，浙江大学出版社，2016年7月
- 《孟子新注新译》，北京大学出版社，2017年12月，ISBN 978-7-301-29035-4
- 《孟子译注》，华东师范大学出版社，2018年8月